# Koprus
Koprus (Juncus capitatus) is een eenjarige plant, die behoort tot de russenfamilie (Juncaceae). De plant komt van nature voor in Europa, Azië en Noord-Afrika en is van daaruit verspreid naar Noord-Amerika. De soort staat op de Nederlandse Rode Lijst van planten als zeer zeldzaam en zeer sterk afgenomen. Het aantal chromosomen is 2n = 18.
De polletjes vormende plant wordt 3-15 cm hoog en heeft bladloze, rechtopstaande, vaak roodachtige, draadachtige, kantige stengels. De 0,5-2,5 cm lange bladeren zitten onderaan de stengel. Ze hebben een zeer smalle, vlakke of gootvormige bladschijf zonder dwarsschotten. De bladschede van de bladeren heeft geen oortjes.
Koprus bloeit vanaf juni tot in september met groene of bruine, 3,5-4,5 mm grote bloemen met toegespitste tepalen, waarvan de buitenste vliezig gerand en langer zijn dan de vliezige binnenste. De bloeiwijze bestaat uit 1-3 hoofdjes. De bladachtige schutbladen zijn 5-9 mm lang.
Koprus komt voor op vochtige, kalkarme plaatsen, zoals vochtig zand, langs poelen en langs sloten.

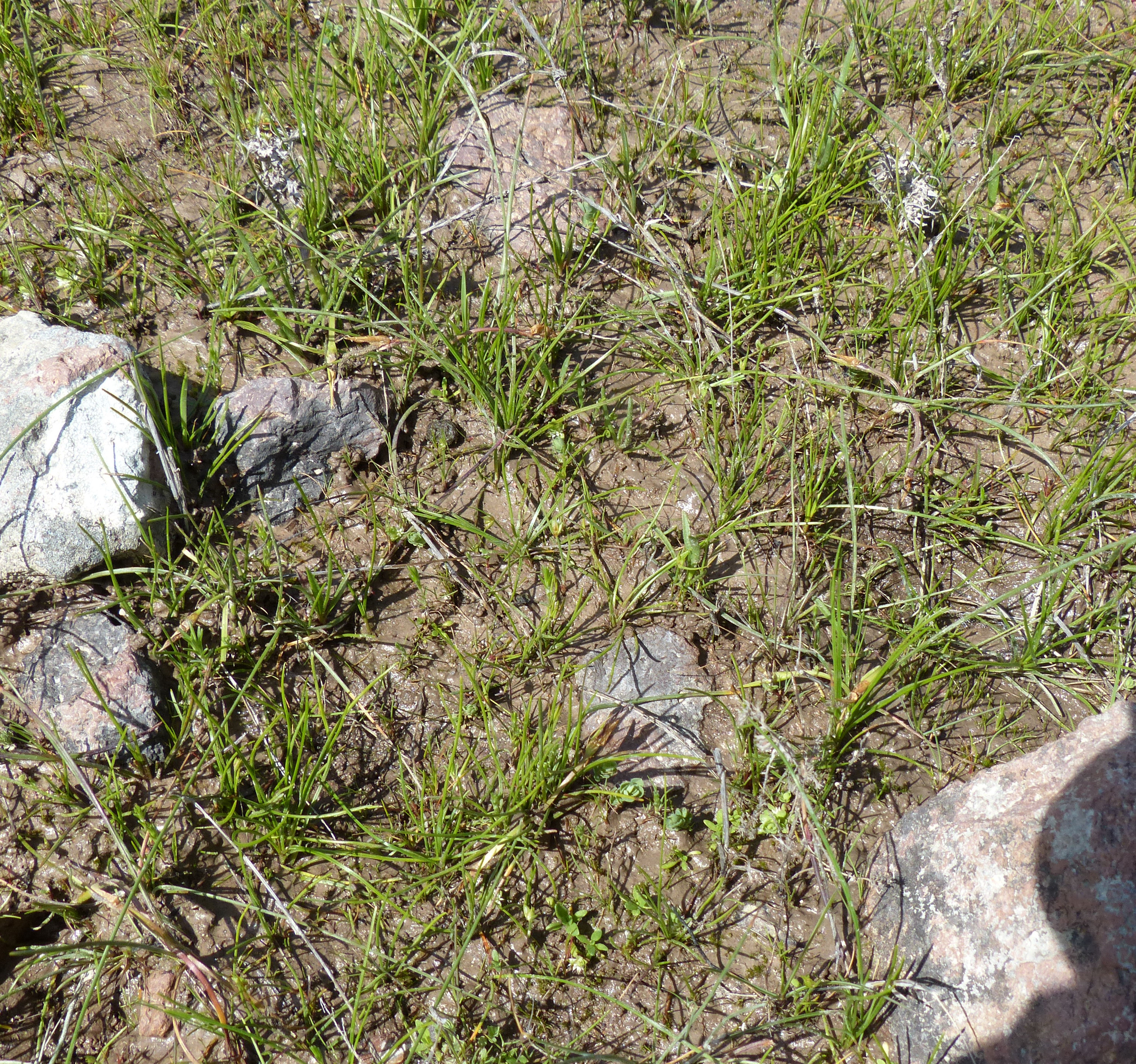
Planten
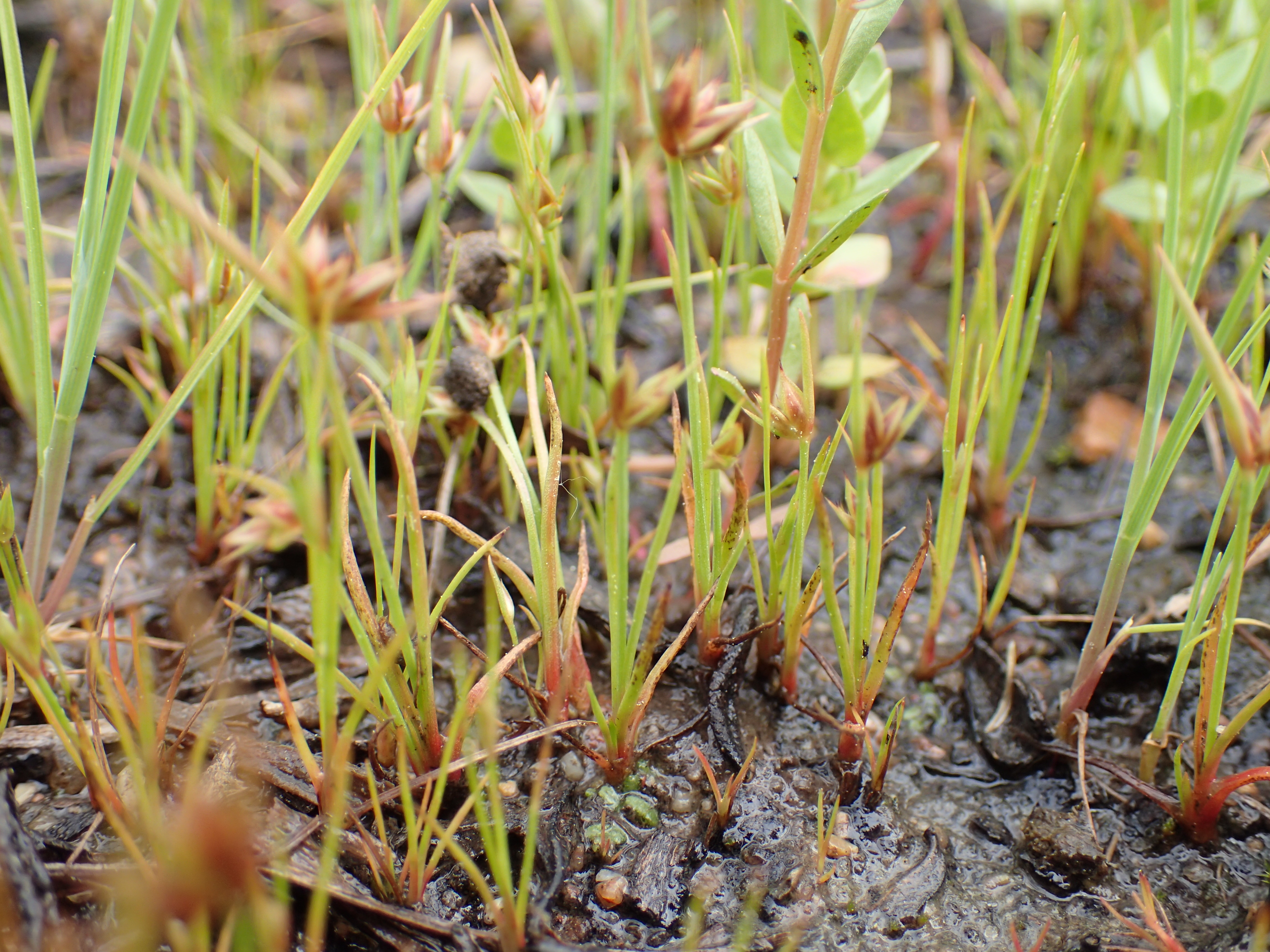
Planten
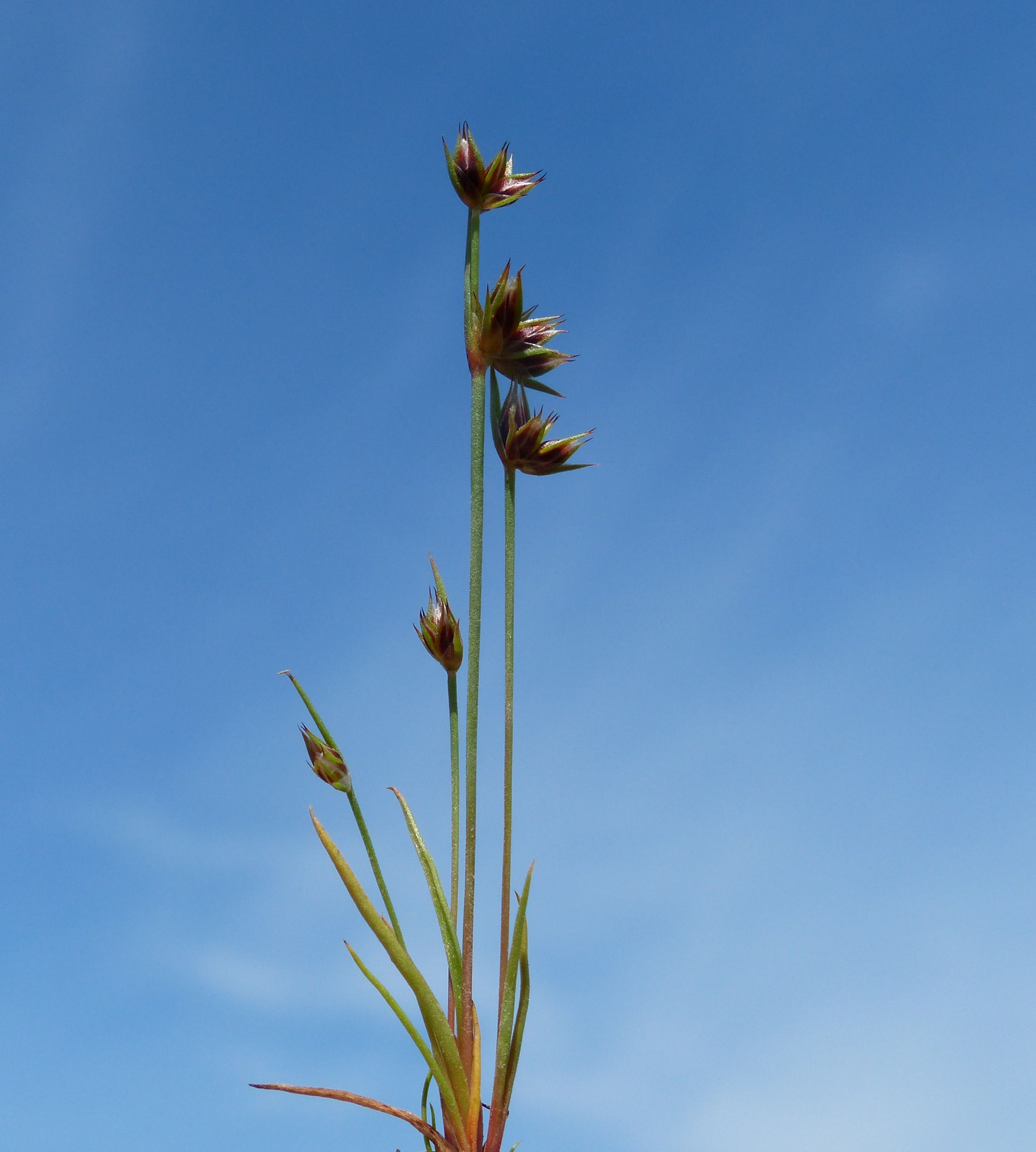
Plant
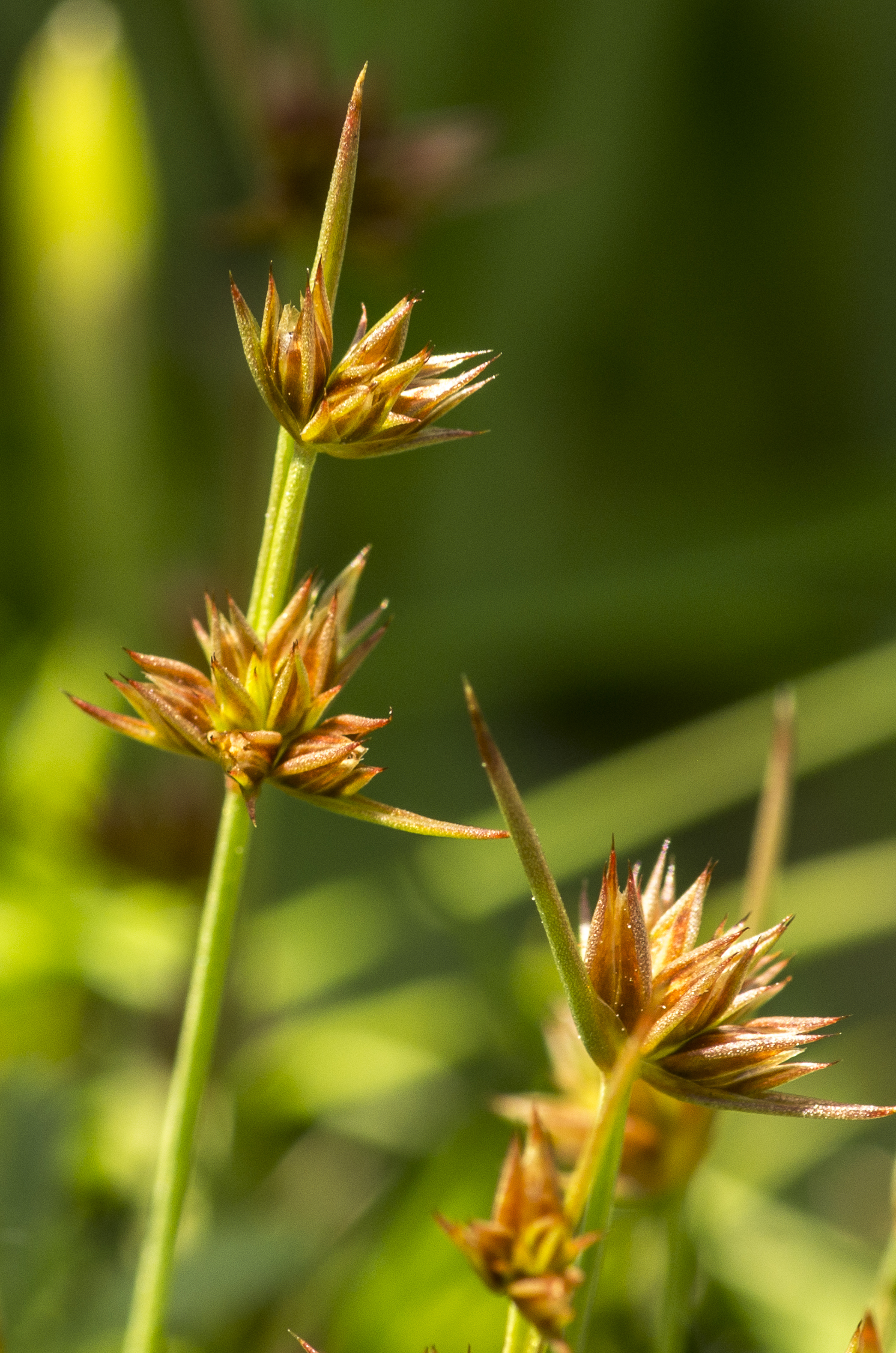
Bloeiwijze
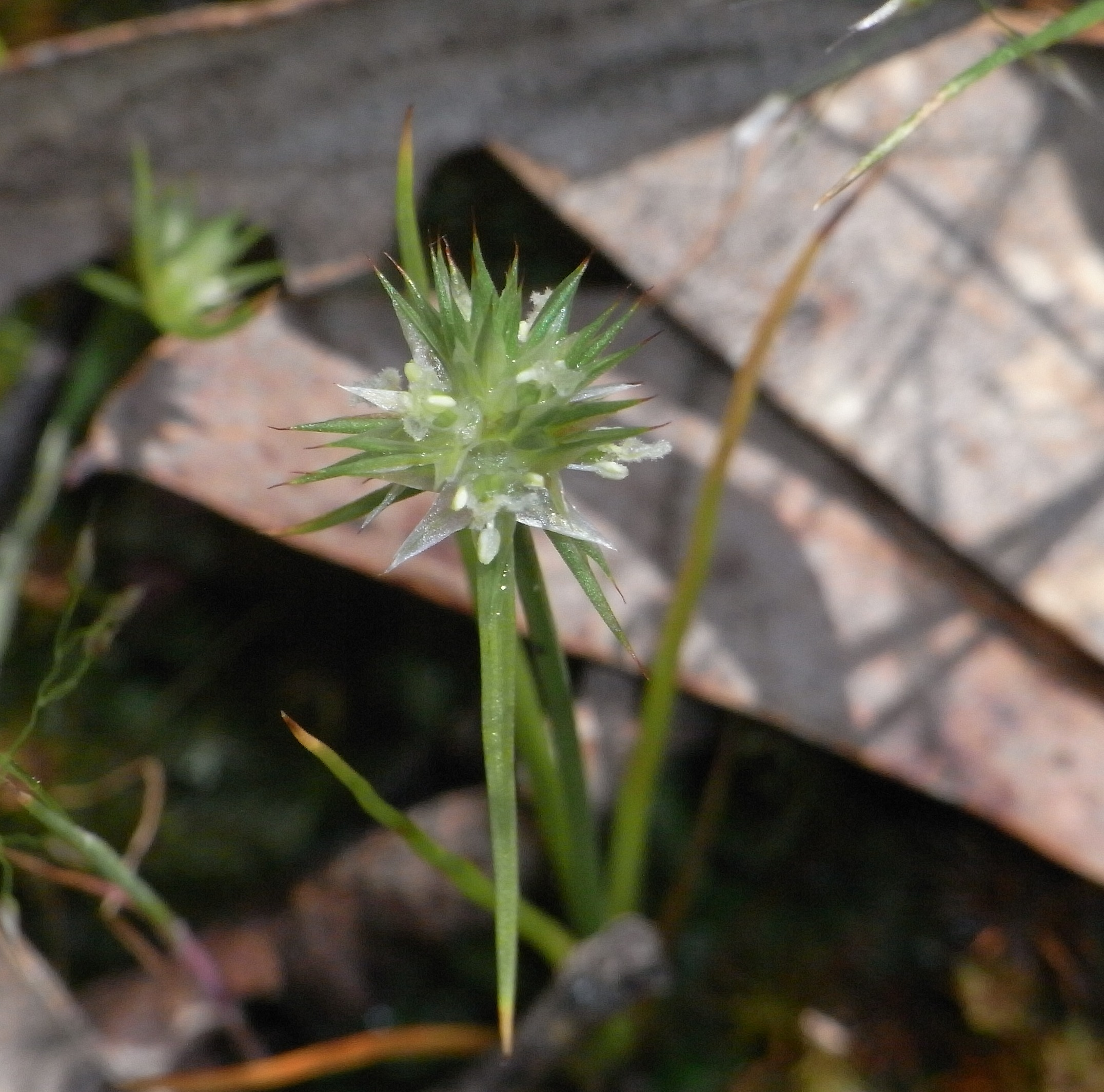
Bloeiwijze
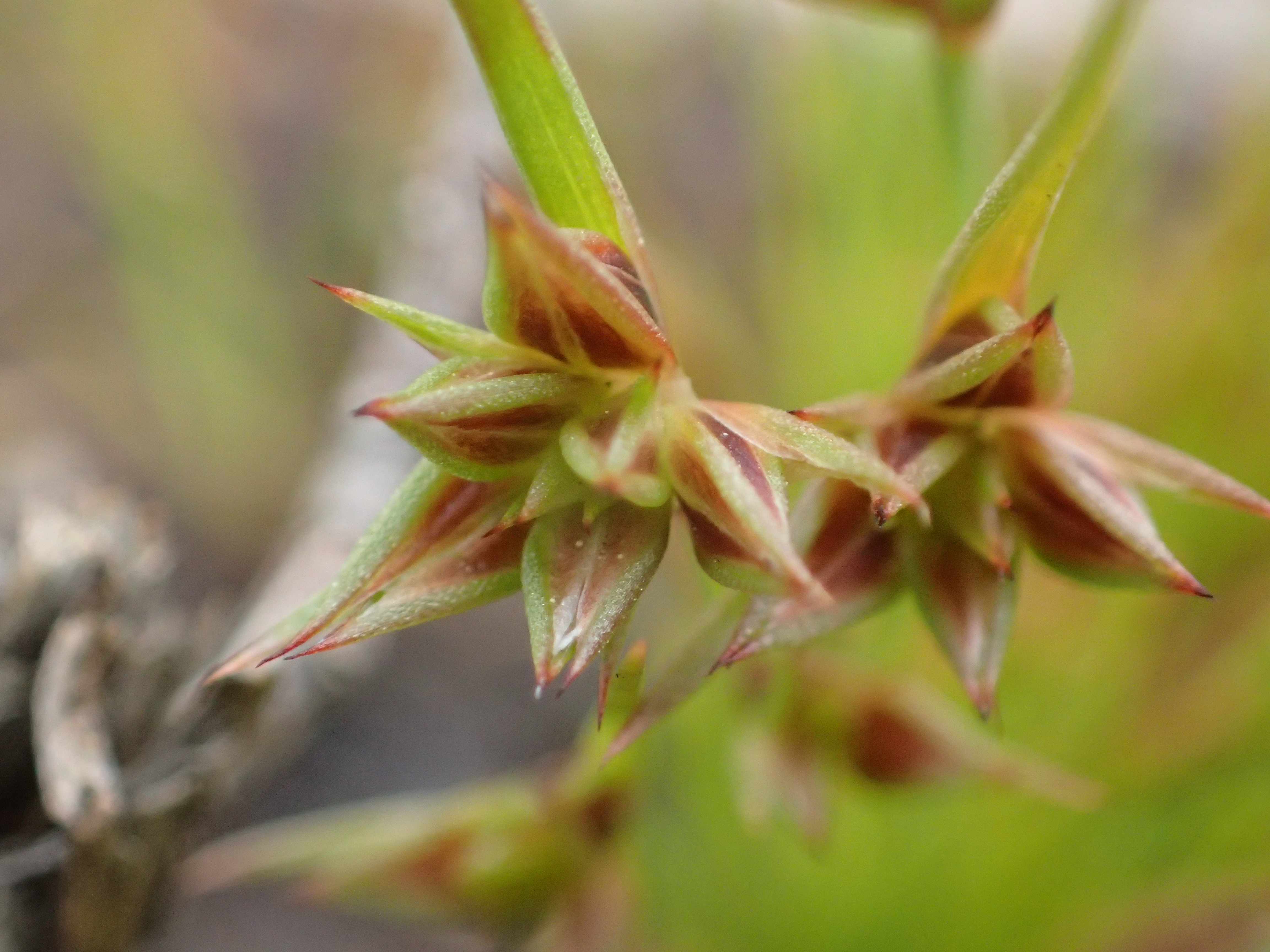
Bloem